# Dinajpur
Dinajpur és una ciutat de Bangladesh, capital del districte de Dinajpur i de la subdivisió de Dinajpur. Està situada a la riba esquerra del riu Purnabhaba, just molt poc després de la confluència amb el riu Dhapa. Té rang de municipalitat la qual està formada per dotze juntes i 80 seccions o mahalles amb una superfície d'uns 20,6 km².
La població de la ciutat al cens de 1998 era de 157.343 habitants. El 1901 la població era de 13.430 habitants i el 1881 de 12.560 habitants.